# Psilogramma menephron
Psilogramma merephron is một thành viên thuộc the Family Sphingidae. Loài này có ở Sri Lanka, Ấn Độ (bao gồm quần đảo Andaman), Nepal, central và nam Trung Quốc, Thái Lan, Việt Nam, Indonesia và Philippines. Psilogramma casuarinae from đông Úc từ lâu đã được xem là một đồng âm nhưng nay người ta cho rằng nó là loài riêng biệt. Số lượng du nhập vào Hawaii đầu tiên người ta nghĩ là merephron, nhưng thực tế là Psilogramma increta.

## Sự miêu tả
Sải cánh khoảng 82–138 mm.

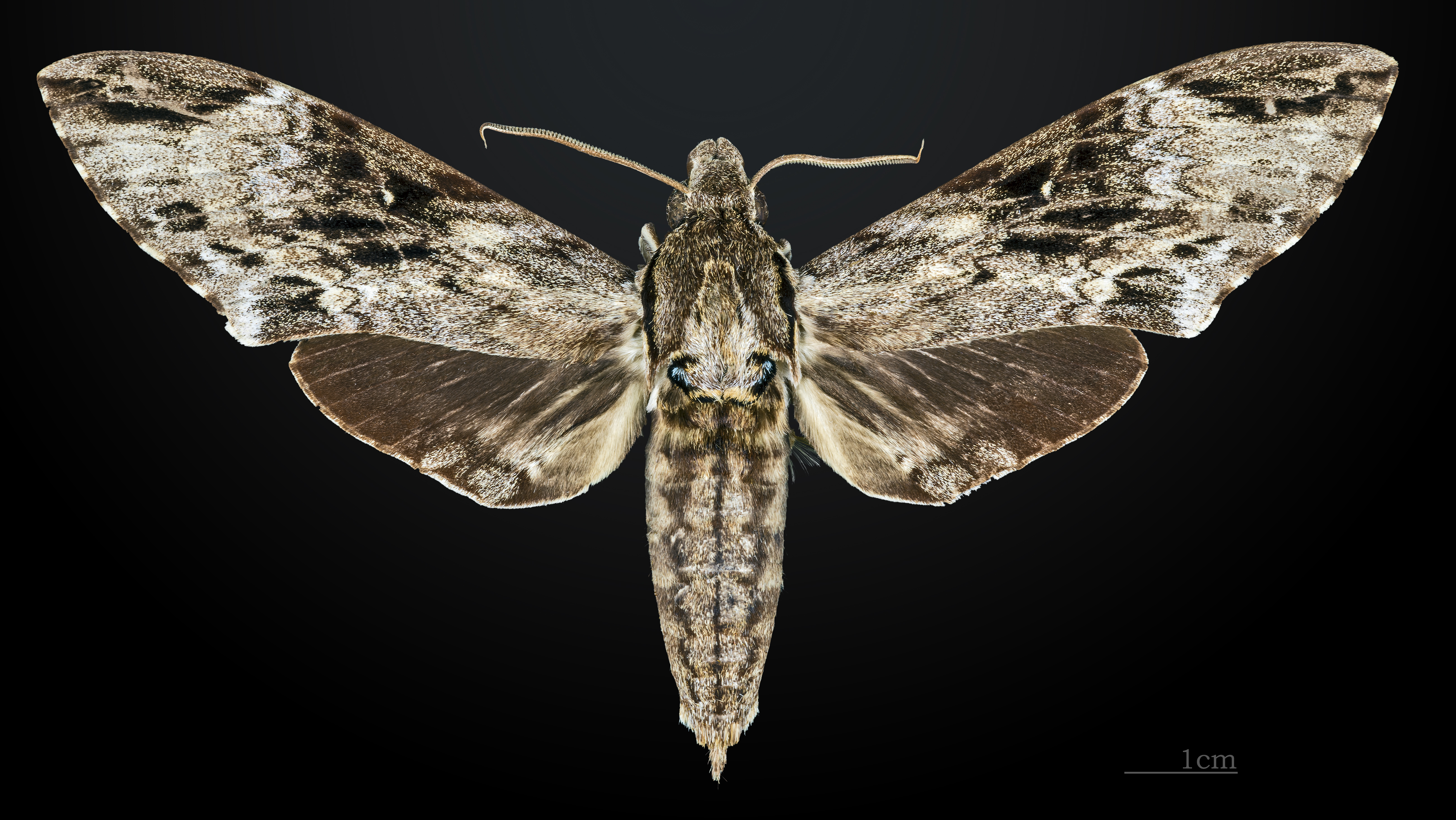
♂
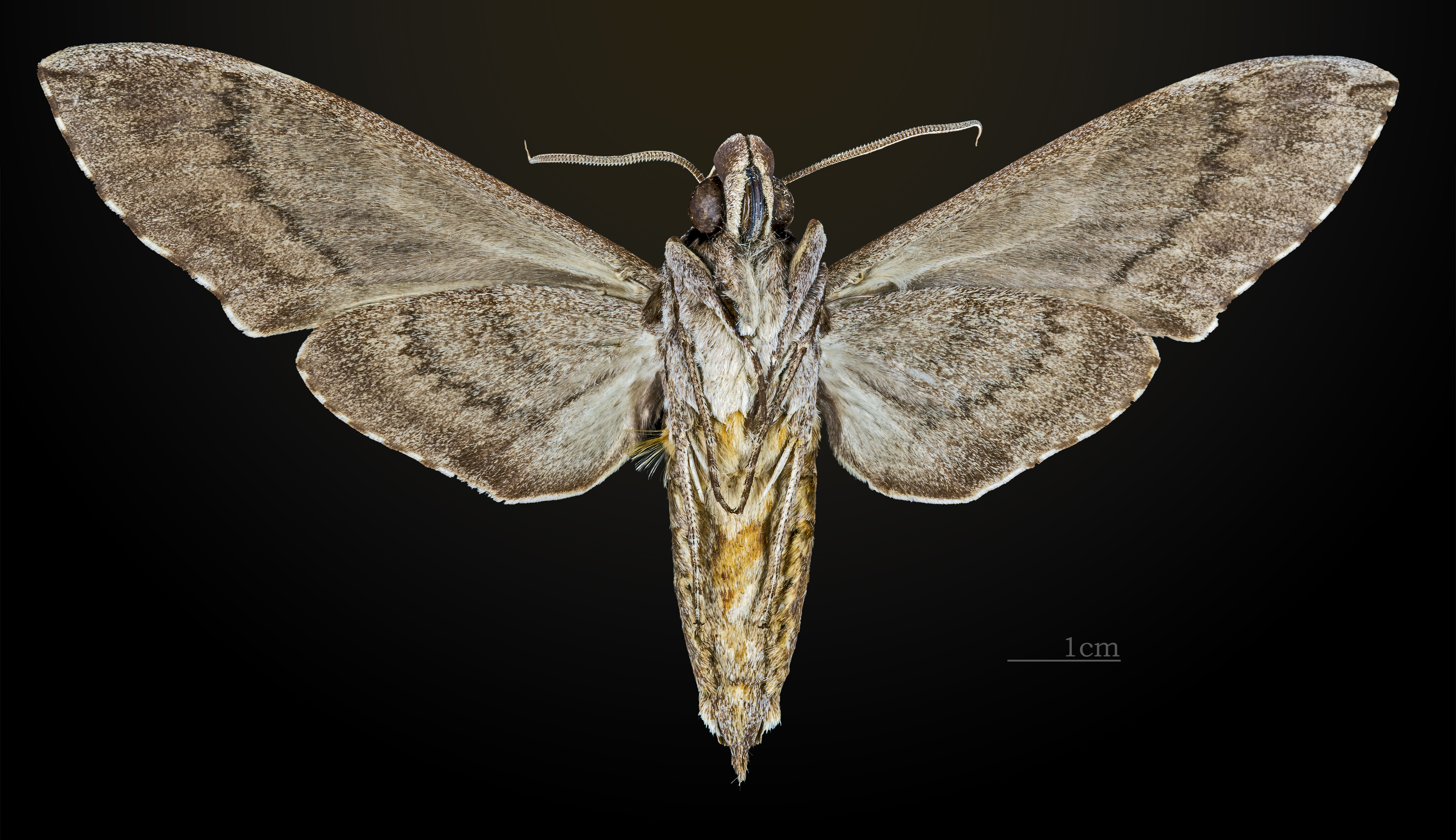
♂ △
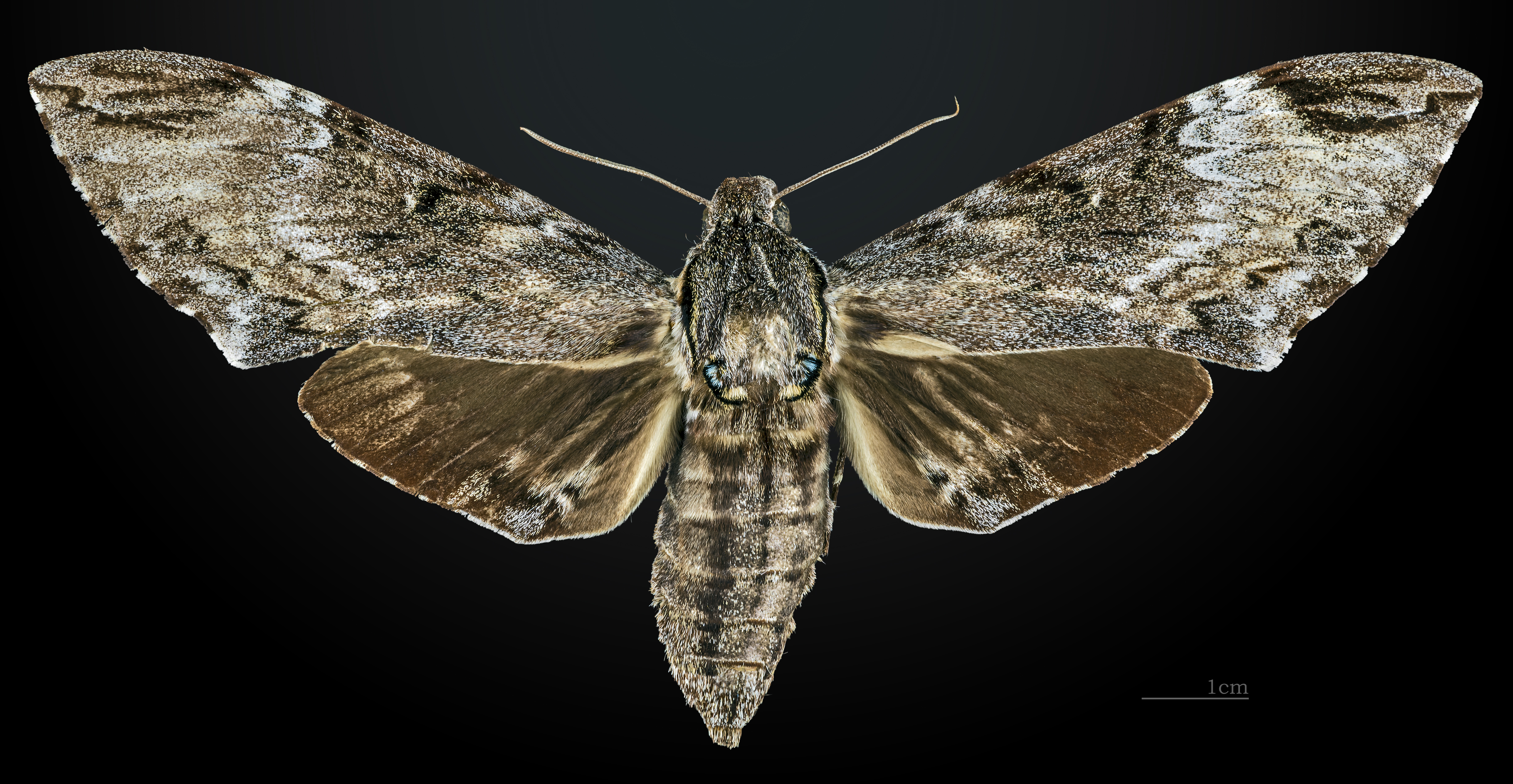
♀
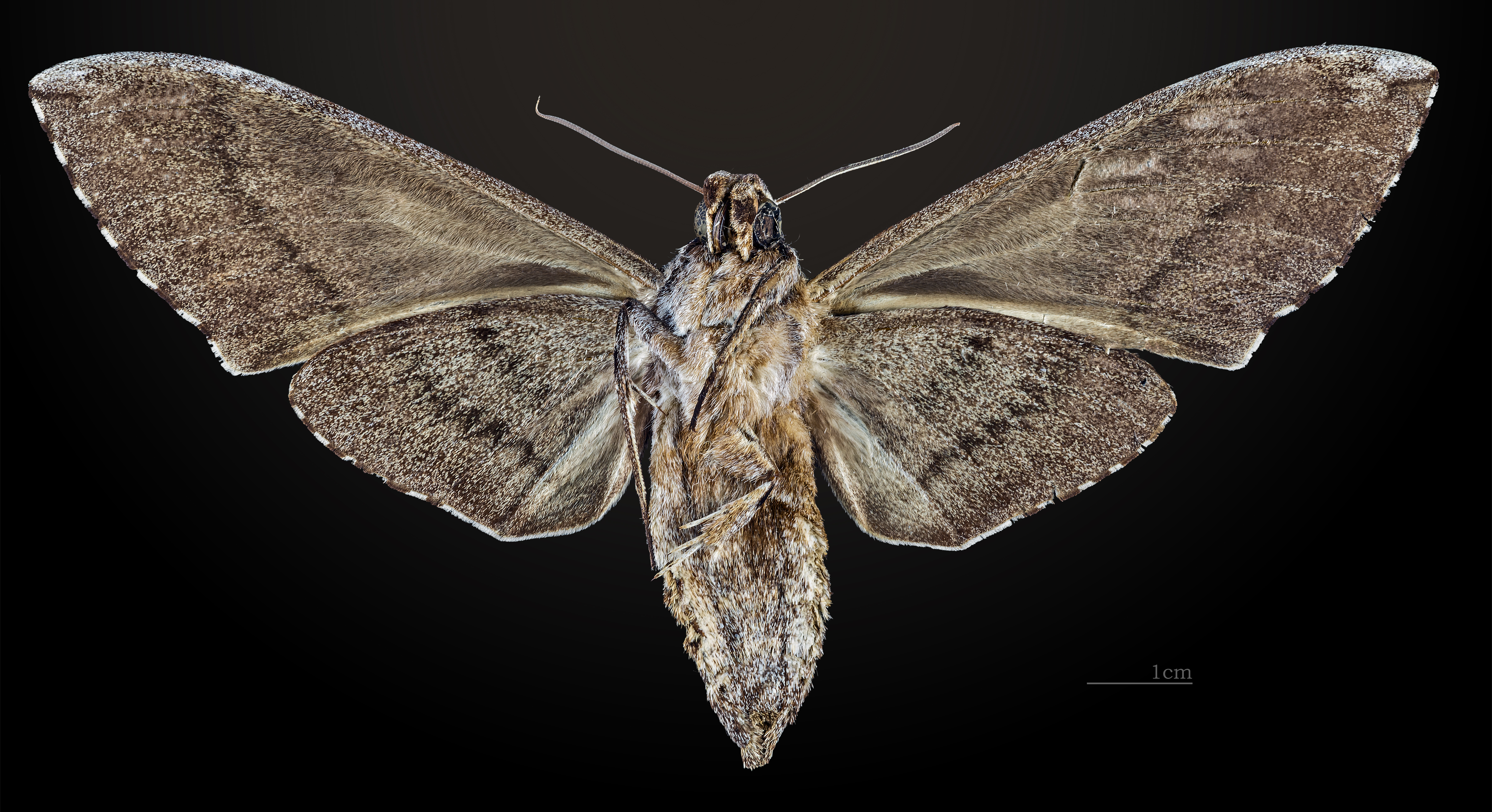
♀ △
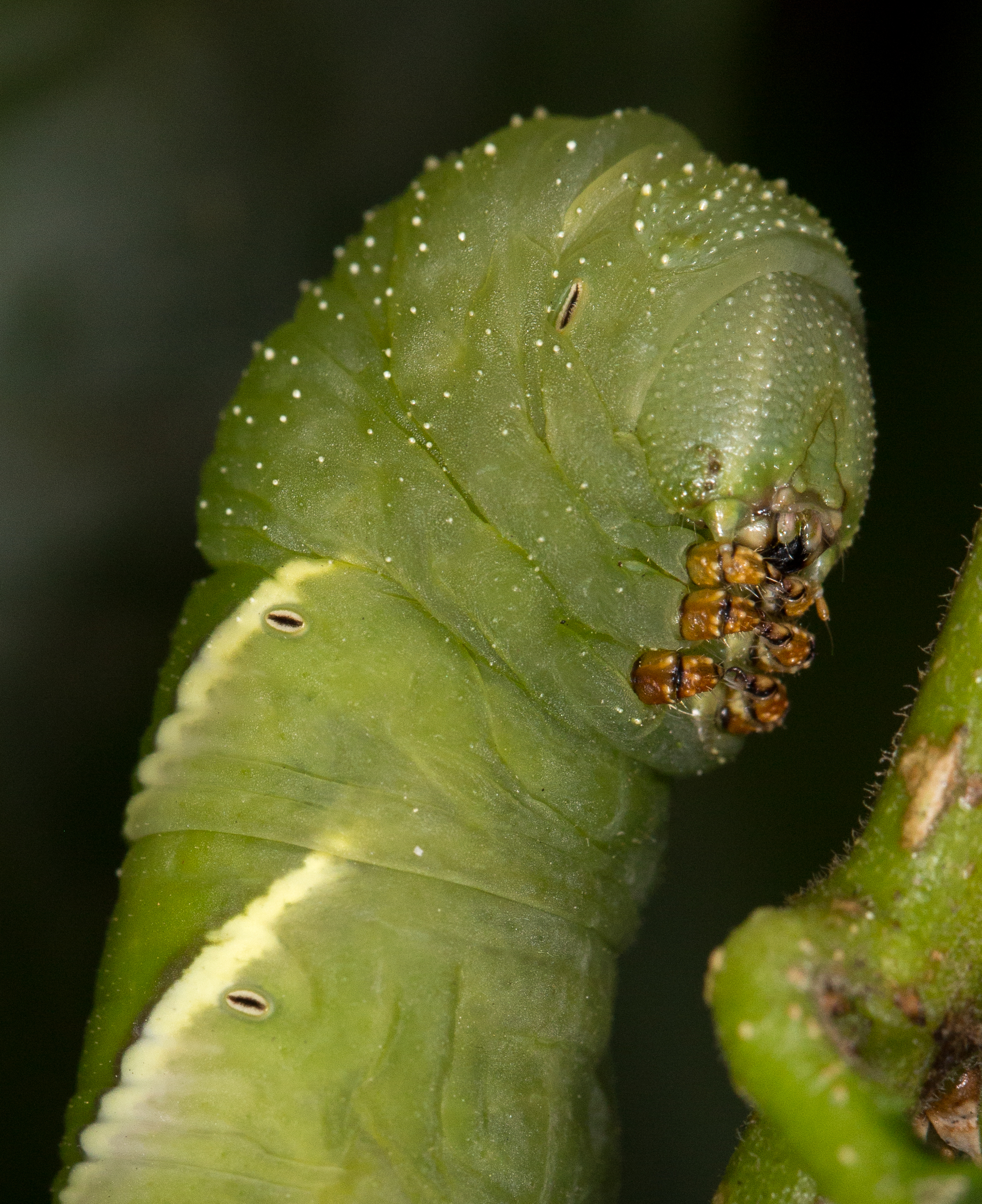
sâu bướm

## Sinh học
Ấu trùng ăn Clerodendrum fortunatum, Ligustrum species (bao gồm Ligustrum sinense), Fraxinus, Jasminum, Tectona grandis, Vitex negundo, Callicarpa arborea, Lonicera, Perilla và Osmanthus sesamum.